# Ecstasy
„Ecstasy“ е песен на Ей Ти Би от албума No Silence, която излиза на 5 юли 2004 година. Песента достига до 43 място в немския музикален чарт. Вокалите са на Тиф Лейси, която пее и в „Marrakech“.